# Bonito (kommun i Brasilien, Mato Grosso do Sul, lat -20,91, long -56,34)
Bonito är en kommun i Brasilien.   Den ligger i delstaten Mato Grosso do Sul, i den södra delen av landet, 1 100 km sydväst om huvudstaden Brasília. Antalet invånare är 19 598.
Följande samhällen finns i Bonito:
- Bonito

Omgivningarna runt Bonito är huvudsakligen savann. Runt Bonito är det mycket glesbefolkat, med 4 invånare per kvadratkilometer.